# Stazione di Senigallia
La stazione di Senigallia è una stazione ferroviaria posta lungo la linea Bologna-Ancona, a servizio dell'omonima città.

## Storia
La stazione venne attivata nel 1861, all'apertura della tratta da Rimini ad Ancona della ferrovia Bologna-Ancona.
Il modesto fabbricato viaggiatori originario, distrutto durante la seconda guerra mondiale, venne sostituito da un elegante edificio in stile razionalista al termine del conflitto, inaugurato nel 1950. L'edificio fu progettato dall'architetto Corrado Cameli del servizio lavori delle Ferrovie dello Stato, noto negli anni successivi quale progettista della stazione di Napoli Centrale e della stazione di Pescara Centrale.

## Servizi
La stazione è classificata da RFI nella categoria silver.